# 셀파소프트
셀파소프트(Sherpasoft)는 Oracle Cloud Infrastructure(OCI), ORACLE, SAP HANA, PostgreSQL, SQL Server, Altibase, Tibero, MariaDB, MySQL, Cloud 데이터베이스에 대한 성능 모니터링 솔루션을 자체 개발하고 공급과 서비스도 함께 제공하고 있는 국내 최강의 데이터베이스 성능 모니터링 솔루션 전문회사이다.
2015.12월, 다른 여러 종류의 DBMS를 함께 사용하는 복잡한 환경을 위해 모든 데이터베이스를 통합하여 모니터링 할 수 있는 “셀파 이기종 통합대시보드”를 추가로 제공하여, 전사적인 데이터베이스 성능관리를 한 화면에서 가능하게 하며, 각 데이터베이스 별 세부기능으로 유연하게 연계되어 편리한 분석기능을 제공한다.
셀파는 국내 시장점유율 1위 애플리케이션 성능관리(APM) 솔루션인 제니퍼와 연계되는 유일한 DB성능관리 솔루션으로, 2006년 창업이래로 국내 150여개의 레퍼런스를 확보하고 있다. 